# Jean Tulard

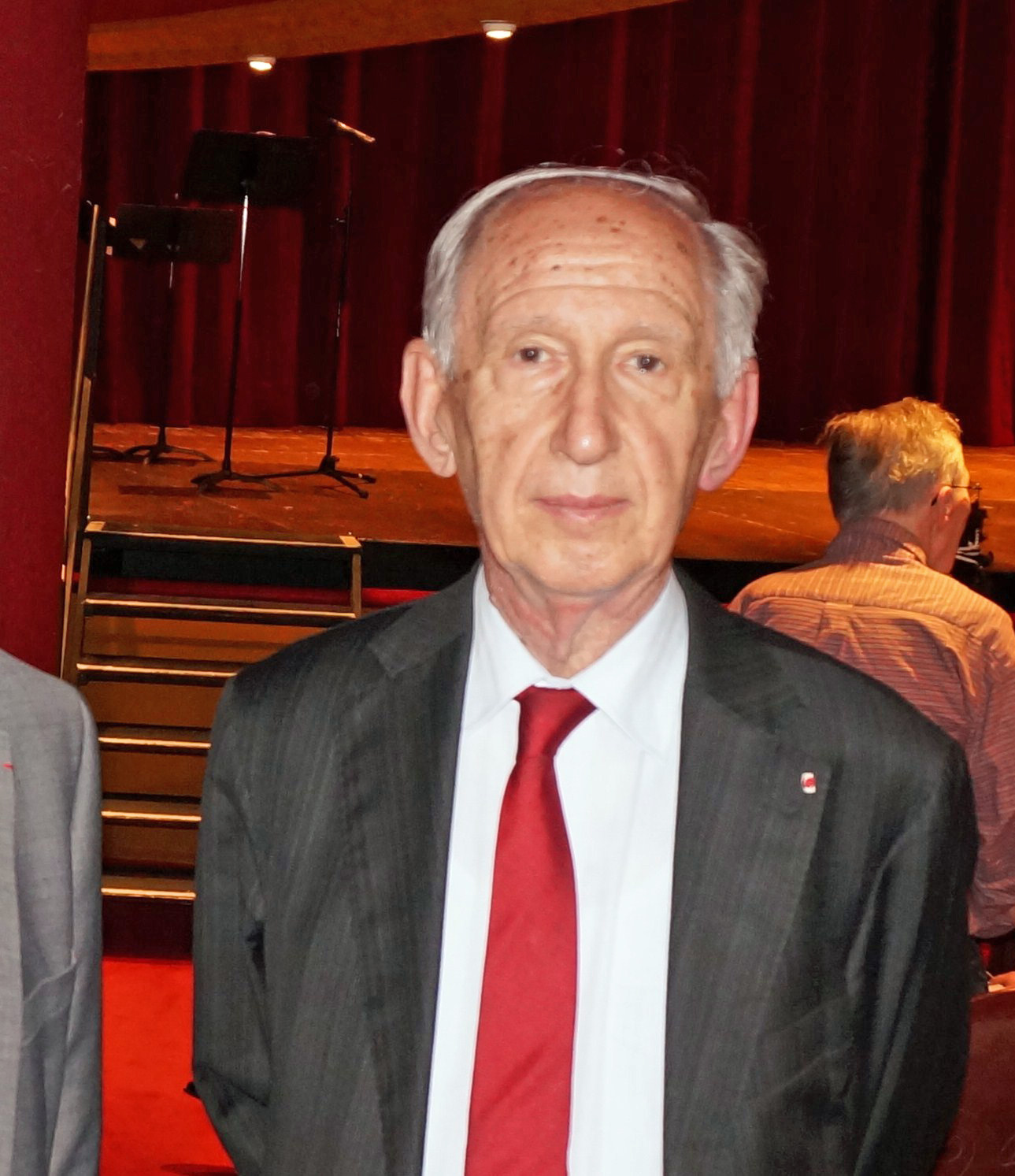
Jean Tulard, 2014

Jean Tulard (* 22. Dezember 1933 in Paris) ist ein französischer Historiker. Er ist auf die Französische Revolution und das Erste Kaiserreich unter Napoleon Bonaparte spezialisiert.

## Leben
Jean Tulard ist der Sohn des Nazi-Kollaborateurs André Tulard, der sich als leitender Beamter im Staatsapparat an der Verfolgung von Kommunisten und der Deportation der französischen Juden beteiligte.  
Jean Tulard besuchte das Lycée Montaigne und das Lycée Louis-le-Grand in Paris. Nach dem Studium an der Universität Paris (Sorbonne) bestand er 1958 die Agrégation (Staatsprüfung für das höhere Lehramt) im Fach Geschichte als Jahrgangsbester. Nach dem Militärdienst, den er in Algerien ableistete, war er von 1961 bis 1964 Forschungsstipendiat der Fondation Thiers. Anschließend wurde er als Forscher beim Centre national de la recherche scientifique (CNRS) angestellt. 1965 wurde er als directeur d’études für die Geschichte des Ersten Kaiserreichs in die historisch-philologische (IV.) Sektion der École pratique des hautes études (EPHE) berufen. Von 1981 bis 2002 war er Professor (professeur honoraire) für Geschichte an der Universität Paris IV (Paris-Sorbonne). Parallel lehrte er auch am Institut d’études politiques de Paris (Sciences Po).
Die Zeitung Le Monde nannte ihn bereits in den 1970er Jahren den „besten Spezialisten der napoleonischen Geschichte“. Seine 1977 veröffentlichte Napoleon-Biographie Napoléon ou le mythe du sauveur wurde ins Deutsche, Englische und Dänische übersetzt. Tulard wurde 1994 als Nachfolger Roland Mousniers auf den Sessel Nummer 8 der Académie des sciences morales et politiques (Sektion Geschichte und Geographie) gewählt; 2005 war er Präsident der Akademie. Der Historiker Volker Ullrich bezeichnete ihn in der Einleitung seiner kleinen Napoleon-Biographie von 2004 als den „derzeitigen Doyen der Napoleon-Forschung in Frankreich“ und sein Buch Napoléon ou le mythe du sauveur als das zweitwichtigste Werk der französischen Napoleon-Literatur (nach der Napoleon-Biographie von Georges Lefèbvre von 1935). 
Jean Tulard war langjähriger Mitarbeiter des am rechten politischen Rand erscheinenden Magazins Valeurs actuelles. Ein einziges Mal äußerte er sich 1991 in einem Beitrag in Le Monde öffentlich über seinen Vater und versuchte, dessen Handeln mit dessen Ergebenheit gegenüber seiner Amtspflicht zu erklären.